# Sankuru

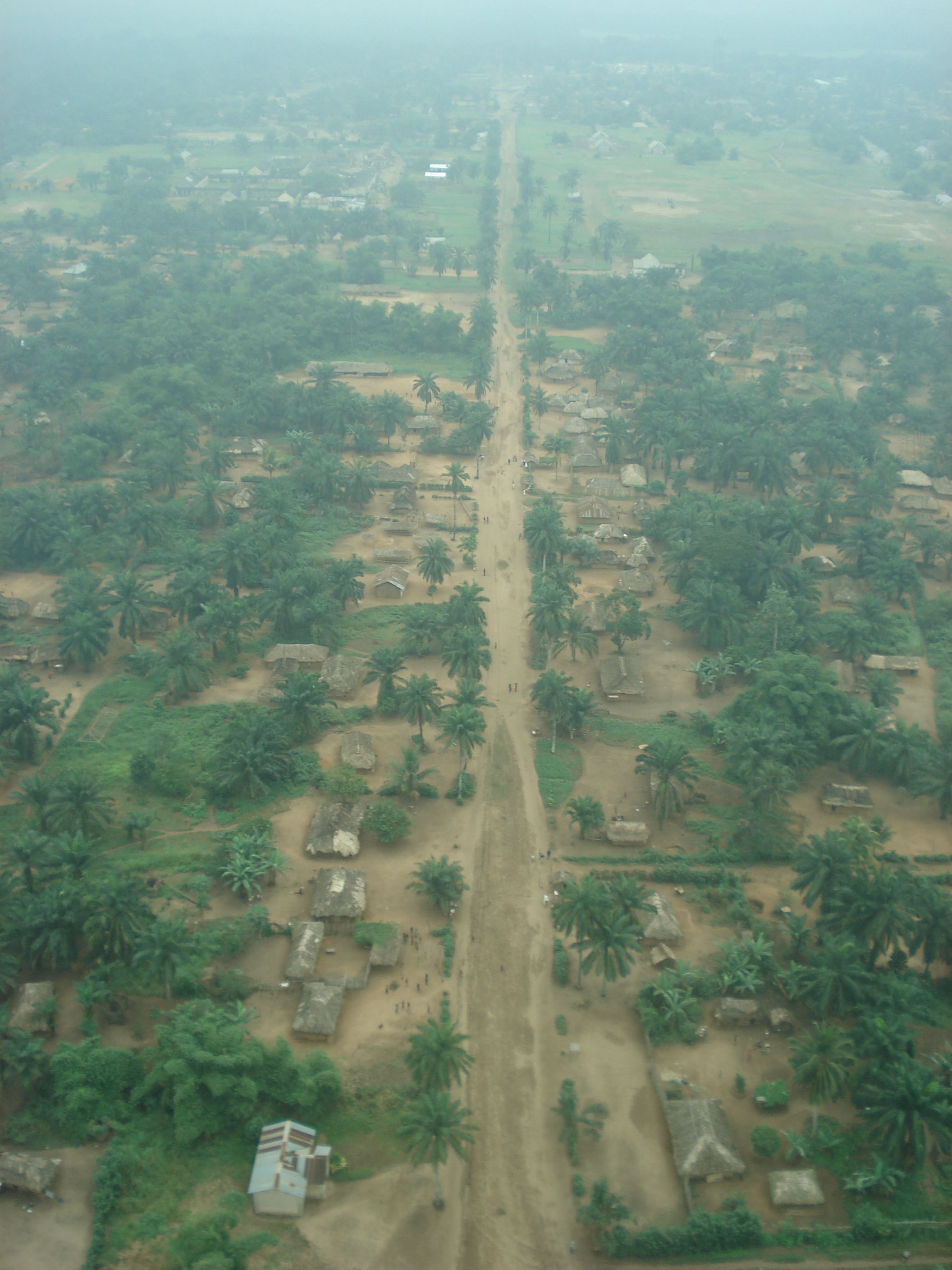
Staden Kole i provinsen Sankuru.

Sankurus läge i Kongo-Kinshasa.

Sankuru är en provins i Kongo-Kinshasa, som bildades ur den tidigare provinsen Kasaï-Oriental enligt planer i den nya konstitutionen 2006, genomförda 2015. Huvudstad är Lusambo och officiellt språk tshiluba. Provinsen har 1,4 miljoner invånare. Den har fått namn efter Sankurufloden.
Sankuru var en självständig provins också mellan 1962 och 1966, innan den gick upp i Kasaï-Oriental som distriktet Sankuru. Den delas administrativt in i territorierna Katako-Kombe, Kole, Lodja, Lomela, Lubefu och Lusambo.